# Neuroendokrinologi
Neuroendokrinologi er et lægevidenskabetligt speciale, der beskæftiger sig med interaktionerne mellem nervesystemet og det endokrine system, som til sammen styrer kroppens fysiologi.
Neuroendokrinologiens fremkomst hang sammen med opdagelsen af, at udskillelsen af hormoner fra hypofysen kontrolleres af hjernen, særligt hypothalamus.
| Lægevidenskab | Spire Denne artikel om lægevidenskab er en spire som bør udbygges. Du er velkommen til at hjælpe Wikipedia ved at udvide den. |